# Dombiratos
Dombiratos es un pueblo ubicado en el distrito de Mezőkovácsháza, condado de Békés, Hungría.

## Superficie
Posee una superficie de 18,30 kilómetros cuadrados.

## Demografía
Hasta 2022 la población era de 451 habitantes, con una densidad de población de 24,64 habitantes por kilómetro cuadrado.